# Yejong di Goryeo
Yejong (예종?, 睿宗?; Gaegyeong, 11 febbraio 1079 – Gaegyeong, 15 maggio 1122) è stato il sedicesimo re di Goryeo, sul quale regnò dal 1105 fino alla sua morte.
Il suo regno è solitamente descritto come uno dei periodi più splendidi del Goryeo, durante il quale fiorirono le arti e la filosofia, ma furono anche attuate politiche di rafforzamento militare per garantire la sicurezza dei confini.

## Biografia
Yejong nacque nel 1079, nel trentatreesimo anno di regno del nonno, re Munjong, con il nome Wang U. Era il figlio maggiore di re Sukjong, salito al trono nel 1095 dopo un colpo di Stato contro re Heonjong, e della regina Myeongui. Fu nominato principe ereditario nel 1100, a 21 anni, mentre divenne re nel 1105 quando Sukjong morì di ritorno dal palazzo Jangnak di Seogyeong.

### Relazioni estere
Appena salito al trono, Yejong si ritrovò a dover affrontare il conflitto con gli Jurchen scoppiato durante il regno del padre. Dalla fine dell'undicesimo secolo, la tribù Wanyan aveva iniziato ad acquisire maggior potere, portando a una fluttuazione tra gli equilibri nell'Asia nord-orientale, e a relazioni sempre più instabili con il Goryeo, sebbene all'inizio avessero fatto parte del Balhae e della Corea settentrionale e sostenuto di discendere dal Goguryeo, chiamando il Goryeo "Stato genitore" e intrattenendo con la sua corte contatti particolarmente stretti.
Durante il regno di Sukjong, il Goryeo aveva affrontato gli Jurchen in due battaglie conclusesi con delle sconfitte. La causa principale fu individuata nella composizione dell'esercito coreano, il cui punto di forza era la fanteria, contro la cavalleria del nemico; fu dunque riorganizzato nell'armata Byeolmuban (별무반?, 別武班?) per prepararsi a una guerra su larga scala, che tuttavia non si compì per via del decesso di Sukjong. Goryeo e Jurchen mantennero rapporti pacifici, ma, terminato il periodo di lutto, Yejong decise di continuare l'opera del padre: quando a ottobre del 1107 giunse la notizia delle invasioni degli Jurchen alla frontiera nord-orientale, fu mobilitato un esercito di 170 000 uomini con alla testa il generale Yun Gwan (1040–1111). Nel giro di due mesi Yun occupò le pianure di Hamhŭng e avanzò fino al bacino del Tumen; nell'aprile del 1108 fu conclusa la costruzione di nove forti per controllare l'area e furono attuate delle misure per impedire che gli Jurchen si spostassero nel territorio e trovassero approvvigionamenti, ma, a causa di informazioni geografiche errate, l'esercito del Goryeo si ritrovò intrappolato nei forti e circondato dal nemico. Questi chiese che i nove forti fossero consegnati e che si giungesse a un accordo di pace, e a maggio del 1109 Yejong decise di accettare, considerando che nel frattempo il territorio coreano era stato colpito da carestia e malattie. Il Goryeo accettò di pagare tributi agli Jurchen e ritirò tutte le truppe.
Dal 994 il Goryeo era uno stato tributario del Liao dei Kitai, che occupava una posizione dominante nella regione, e ne aveva di conseguenza adottato il calendario e i nomi delle ere. Per non inimicarsi Liao, le relazioni con la Cina della dinastia Song erano state condotte in sordina, ma erano riprese nel 1062, e con maggior frequenza, con lo scemare del potere di Liao, segnalato anche dal fatto che questi non riscosse più i tributi dopo il 1054. Dopo la sconfitta contro gli Jurchen, il Goryeo coltivò i rapporti con Song, mentre assunse una posizione neutrale tra Jurchen e Liao.
Nel 1114, Yejong chiese a Song di inviare degli strumenti musicali al palazzo di Gaeseong per officiare dei rituali confuciani e si vide recapitare un regalo di 167 strumenti e 20 volumi di musica. L'anno successivo, il condottiero Jurchen Aguda proclamò la nascita della dinastia Jīn con se stesso come primo imperatore, assumendo il nome di Taizu. Liao chiese al Goryeo di inviare delle truppe in aiuto, ma la richiesta fu rifiutata perché la maggioranza della corte ritenne che gli Jurchen sarebbero emersi vittoriosi.
Nel 1116, una grossa ambasciata partì verso la corte Song e giunse un secondo regalo di strumenti musicali, stavolta composto da 428 pezzi, accessori per danze rituali e manuali: da qui nacque la tradizione coreana della musica aak. Insieme ai regali fu avanzata la richiesta di portare i rappresentanti degli Jurchen alla corte di Song, che fu negata, e Yejong mise in guardia Hui Zong dal trattare con essi. Gli scambi commerciali e i contatti ufficiali continuarono, con Song che, nel 1117, creò un ufficio speciale per gestire i mercanti e gli inviati da Goryeo; inoltre, una grossa missione cinese giunse sul territorio coreano nel 1122 con lo studioso confuciano Xu Jing.
Nel 1117, l'esercito del Goryeo avanzò verso la zona di Ŭiju presso il fiume Yalu, riconquistando il territorio e stabilendovi un proprio quartier generale. Quello stesso anno, Taizu inviò un ambasciatore con una lettera a Yejong chiedendo di essere riconosciuto come "fratello maggiore". La maggior parte dei funzionari si oppose e propose di decapitare l'ambasciatore, ma alla fine si decise di non rispondere.

### Sostegno all'istruzione e alla religione
A luglio del 1109, due mesi dopo la consegna dei nove forti agli Jurchen, Yejong introdusse a Gukjagam, l'Accademia nazionale, sette indirizzi di studio basati sui Cinque Classici, i Riti di Zhou e gli studi militari. Nel 1116 creò istituzioni accademiche e biblioteche quali Cheongyeongak (청연각?, 淸讌閣?) e Bomungak (보문각?, 寶文閣?), e nel 1119 istituì la fondazione Yanghyeongo (양현고?, 養賢庫?) per la consegna di borse di studio. Sebbene interessato a istruzione e cultura già all'ascesa al trono, il sovrano individuò in questa politica diversi vantaggi: in primo luogo, da tempo l'istruzione governativa era stata surclassata dal prosperare delle scuole private, ma la riforma introdotta da Yejong diede il via a un'inversione di tendenza che si protrasse anche nel regno del suo successore; inoltre, fu un modo per rafforzare la propria autorità, danneggiata dal fallimento contro gli Jurchen.
Yejong nutriva interesse nei confronti di buddhismo e taoismo e li sostenne durante il corso del suo regno, facendosi inoltre guidare dalla geomanzia nel perseguire le politiche edilizie reali. I confini tra credi religiosi erano labili, e nel 1106 il re officiò un rituale taoista in onore dell'Essere supremo e contemporaneamente offrì dei sacrifici a re Taejo in cambio della pioggia. Nel 1110, l'imperatore dei Song inviò alcuni ambasciatori e due sacerdoti nel Goryeo per istruire il popolo sulla religione taoista, e quello stesso anno Yejong diede inizio alla costruzione, durata sette anni, del primo tempio taoista del Paese, il Bogwongung (복원궁?, 福源宮?). Ristrutturò anche templi e istituzioni religiose già esistenti, e intrattenne rapporti cordiali con lo studioso confuciano, poi eremita taoista, Kwak Yeo (1058–1130), invitandolo spesso a palazzo, chiedendogli consigli e scambiandosi poesie.

### Riforma economica e burocratica
Sukjong aveva introdotto l'utilizzo di monete di bronzo e di una valuta d'argento chiamata eunbyeong (은병?, 銀甁?) e, appena salito al trono, Yejong si trovò ad affrontare l'opposizione della burocrazia, che ancora aderiva al baratto e alla tassazione in natura introdotte dal fondatore Taejo, il sentimento popolare e il sottosviluppo del mercato. Il sovrano tentò di difendere l'utilizzo della moneta facendo notare che anche Liao l'avesse introdotta, ma i ministri portarono a sostegno delle loro ragioni le Dieci ingiunzioni di Taejo, nelle quali il fondatore aveva messo in guardia dall'adottare usi e costumi esteri. Yejong rispose che l'avvertimento del fondatore era diretto alle spese stravaganti e non necessarie e insistette con la politica monetaria, ma in conclusione le monete non riuscirono a diffondersi su larga scala; la valuta d'argento fu invece usata continuamente fino alla fine della dinastia, principalmente dai nobili.
Negli anni 1109, 1110, 1117 e 1120, il Goryeo fu colpito da carestia, epidemie e diversi disastri naturali. Per rispondere ai danni causati e ai cambiamenti sociali, tra i quali l'emergenza degli agricoltori sfollati, il governo riorganizzò l'amministrazione locale, la tassazione e il sistema di lavoro, attuando politiche di promozione dell'agricoltura come la coltivazione delle terre militari (군인전?, 軍人田?, gun-injeonLR) e delle terre abbandonate. Nel 1112 nacque lo Hyeminguk (혜민국?, 惠民局?) per la distribuzione gratuita di medicine agli indigenti e nel 1113 lo Yeuisangjeongso (예의상정소?, 禮儀詳定所?; lett. "Corte dell'etichetta"), che si occupò della definizione di nuove regole per il vestiario, l'etichetta e la gestione documentale.

### Tardo regno
Nell'ultimo periodo del suo regno, Yejong si concentrò sul rafforzamento della posizione del principe ereditario. Memore di quanto accaduto con suo padre Sukjong, che era salito al trono attuando un colpo di stato contro l'undicenne re Heonjong, valutò la necessità di affiancare al principe ereditario un potere forte per evitare che la situazione si ripetesse, nel caso il principe fosse diventato re in tenera età. Scelse dunque Yi Ja-gyeom, suo parente dalla parte materna, che guidava la famiglia aristocratica più influente del tempo, gli Yi di Inju/Gyeongwon.
La necessità di gestire le lotte tra le fazioni e i complicati sforzi diplomatici e militari portarono il sovrano a ritirarsi tra i libri e i riti taoisti. Alla morte, gli succedette il principe ereditario Wang Hae, di tredici anni. Fu sepolto a Gaeseong nella tomba di Yureung. Gli annali del suo regno furono redatti da tre storici, tra i quali Kim Bu-sik.

## Ascendenza
|                   |         |                                     | Genitori                            |  |  | Nonni             |  |  | Bisnonni            |  |
|                   |         |                                     |                                     |  |  | Munjong di Goryeo |  |  | Hyeonjong di Goryeo |  |
|                   |         |                                     |                                     |  |  | Munjong di Goryeo |  |  | Hyeonjong di Goryeo |  |
|                   |         | Regina Wonhye                       |                                     |  |  | Munjong di Goryeo |  |  |                     |  |
| Sukjong di Goryeo |         |                                     |                                     |  |  | Munjong di Goryeo |  |  |                     |  |
|                   |         | Regina Inye                         | Yi Ja-yeon                          |  |  |                   |  |  |                     |  |
|                   |         | Regina Inye                         | Yi Ja-yeon                          |  |  |                   |  |  |                     |  |
|                   |         | Regina Inye                         | Dama della famiglia Kim di Gyeongju |  |  |                   |  |  |                     |  |
| Yejong di Goryeo  |         | Regina Inye                         |                                     |  |  |                   |  |  |                     |  |
|                   | Yu Hong | Yu So                               |                                     |  |  |                   |  |  |                     |  |
|                   | Yu Hong | Yu So                               |                                     |  |  |                   |  |  |                     |  |
|                   | Yu Hong | sconosciuta                         |                                     |  |  |                   |  |  |                     |  |
| Regina Myeongui   | Yu Hong |                                     |                                     |  |  |                   |  |  |                     |  |
|                   |         | Dama della famiglia Kim di Gyeongju | Kim Won-hwang                       |  |  |                   |  |  |                     |  |
|                   |         | Dama della famiglia Kim di Gyeongju | Kim Won-hwang                       |  |  |                   |  |  |                     |  |
|                   |         | Dama della famiglia Kim di Gyeongju | sconosciuta                         |  |  |                   |  |  |                     |  |
|                   |         | Dama della famiglia Kim di Gyeongju |                                     |  |  |                   |  |  |                     |  |

## Discendenza
Consorti e rispettiva prole:
1. Regina Gyeonghwa del bon-gwan Yi di Incheon (경화왕후 이씨; 1079–1109)
2. Regina Sundeok del bon-gwan Yi di Incheon (순덕왕후 이씨; 1094–1118)
  1. Principe ereditario Wang Hae (태자 왕해), poi Injong di Goryeo
  2. Principessa Seungdeok (승덕공주)
  3. Principessa Heunggyeong (흥경 공주)
3. Gwibi Wang (regina Munjeong) del bon-gwan Wang di Gaegyeong (귀비 왕씨; ?–1138)
4. Sukbi Choe del bon-gwan Choe di Haeju (숙비 최씨; ?–1184)
  1. Wang Gak-gwan (왕각관)
5. Dama Eun (은씨)
  1. Wang Ji-in (왕지인)
6. Dama An (안씨)
  1. una figlia (황녀)